# 本庄市立児玉中学校
本庄市立児玉中学校（ほんじょうしりつ こだまちゅうがっこう）は埼玉県本庄市児玉町にある、公立中学校。

## 沿革
- 1968年（昭和43年）4月 - 児玉・金屋・秋平・本泉・共和中学校を統合し児玉町立児玉中学校を創立[1]。
- 2006年（平成18年）1月 - 本庄市と児玉町の合併により本庄市立児玉中学校となる。

## 部活動

### 運動部
- サッカー部
- 野球部
- 陸上部（長距離・短距離）
- バレー部（男子・女子）
- バスケットボール部（男子・女子）女子は中山明日実を擁した2002年、全中で優勝、2004年にも準優勝している。
- 卓球部（男子・女子）
- 男子ソフトテニス部
- 女子ソフトテニス部
- 柔道部
- 体操部

### 文化部
- 美術部
- 吹奏楽部
- パソコン部

## 校区
- 本庄市立児玉小学校[2]
- 本庄市立金屋小学校
- 本庄市立秋平小学校
- 本庄市立本泉小学校
- 本庄市立共和小学校

## 周辺の主な施設
- 埼玉県立児玉高等学校
- 本庄市塙保己一記念館